# Bryales
Die Bryales sind eine Ordnung der Laubmoose, die sehr vielgestaltig ist. Sie sind auch phylogenetisch sehr alt.

## Merkmale
Die Bryales sind akrokarpe Moose. Mit Ausnahme der Pulchrinodaceae kommen keine Pseudoparaphyllien vor. Die Laminazellen der Blättchen sind langgestreckt (prosenchymatisch) und glatt. Die Blattrippe ist einfach und meist vom Bryum- oder Mnium-Typ. Das Peristom ist vom Bryum-Typ. Zwischen jedem Endostom-Segment stehen ein bis fünf Wimpern. Manchmal ist das Peristom reduziert, selten völlig fehlend.

## Systematik
Die Bryales sind eine sehr alte Gruppe. Aus Russland sind Fossile aus dem Perm bekannt. Es gibt auch etliche ausgestorbene Gattungen, die den Bryales in ihrem Blattaufbau (Rippe, Zellnetz und gesäumter Blattrand) stark ähneln.
Die Bryales umfassen folgende Familien:
- Familie Bryaceae
- Familie Leptostomataceae
- Familie Mniaceae
- Familie Phyllodrepaniaceae
- Familie Pseudoditrichaceae
- Familie Pulchrinodaceae

Die Ordnung in dieser Umschreibung ist monophyletisch und basiert auf molekulargenetischen Daten.